# Myopiarolis systir
Myopiarolis systir är en kräftdjursart som beskrevs av Bruce 2009. Myopiarolis systir ingår i släktet Myopiarolis och familjen Serolidae. Inga underarter finns listade i Catalogue of Life.